# Castillo de Appleby
El castillo de Appleby se encuentra en la ciudad de Appleby-in-Westmorland con vistas al río Edenn. Se compone de un castillo del siglo XII con una torre del homenaje conocida como torre de César y una casa solariega. Éstas, junto a otros edificios, están situados en un patio rodeado por muros. La torre de César y la casa está inscrita en la Lista del Patrimonio Nacional para Inglaterra designadas como Grado I. Las partes deshabitadas del castillo están catalogadas como monumento planificado.

## Historia

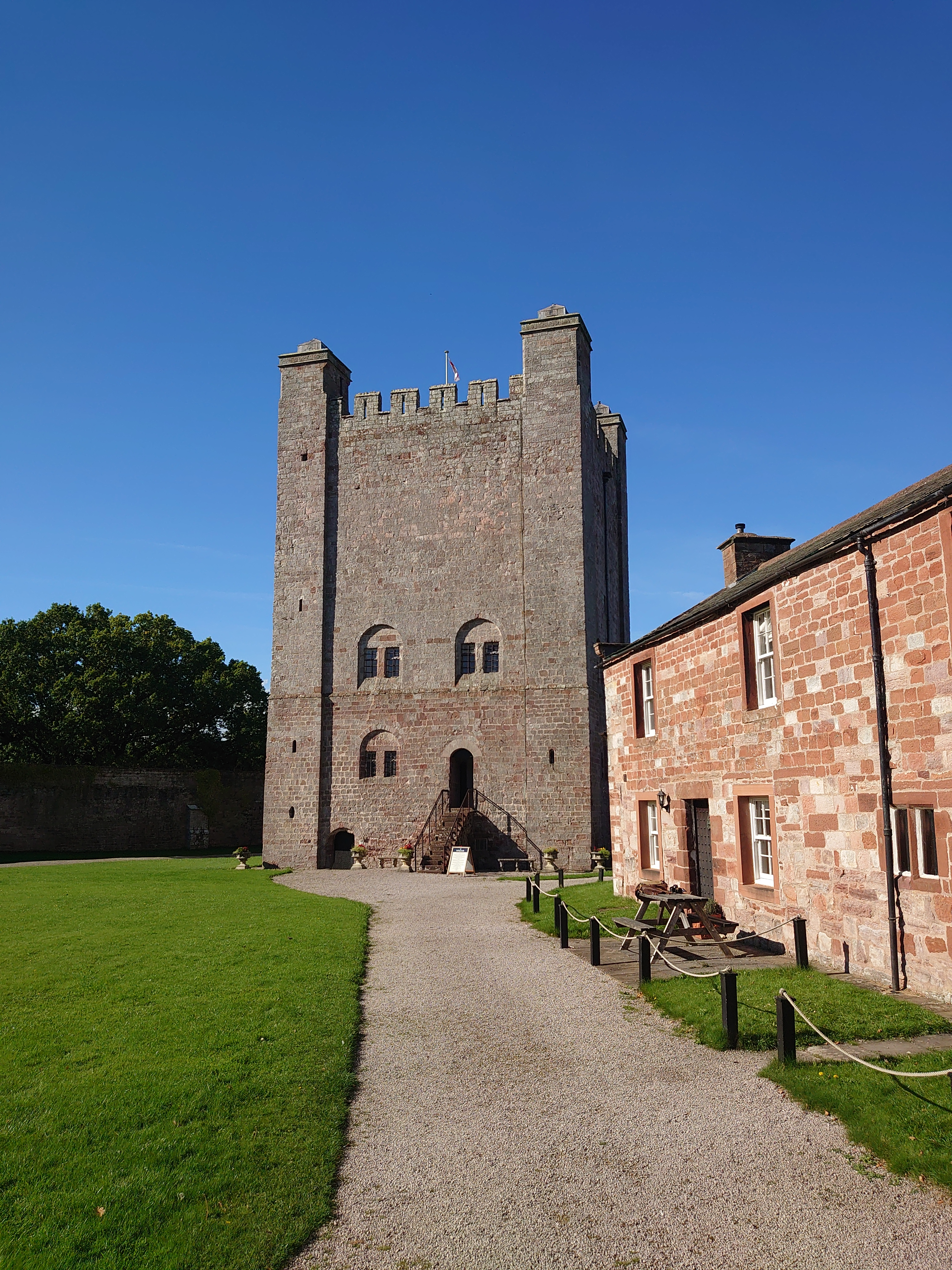
Torre de César, siglo XII

El castillo fue fundado por Ranulf le Meschin a comienzos del siglo XII. Alrededor de 1170 fue construida la puerta de piedra conocida como la torre de César. El castillo estuvo en manos reales cuando el rey escocés, Guillermo I, invadió el valle del Edén en 1174. El condestable del castillo se rindió sin luchar.
En 1203 el castillo fue otorgado a Robert I de Vipont por el rey Juan I. En 1264 pasó a ser una posesión de Roger de Clifford, a través de su matrimonio con Isabel de Vipont, una de las dos hijas y coherederas de Robert II de Vipont. El castillo de Appleby se mantuvo durante casi 400 años en manos de la familia Clifford, que fueron responsables de la mayor parte de la restauración del castillo. Roger, el hijo de Robert de Clifford, heredó el castillo en 1282.
El muro norte de la casa y la parte oeste del ala norte con la torre redonda datan del siglo XIII. La parte oriental de la casa fue construida en el año 1454.
A mediados del siglo XVII, Lady Anne Clifford convirtió al castillo en su residencia. El castillo había sido parcialmente desmantelado después de un asedio por parte de las fuerzas de los parlamentaristas en 1648, durante la segunda guerra civil inglesa. Fue restaurado por Anne Clifford en 1651-53. A su muerte, el castillo pasó a los Condes de Thanet que la transformaron en una mansión clásica de la casa. Las partes superiores de Torre de César fueron alterados en los siglos XVII u XVIII. La casa fue reconstruida en gran medida, en 1686, y el ala noroeste se añadió en el año 1695. En el siglo XXIX fue nuevamente restaurada y le colocaron ventanas de guillotina.
En 1972, el castillo fue comprado por Ferguson Industrial Holdings (FIH PLC) y se convirtió en la principal residencia de Denis Vernon, el CEO de la compañía, y su familia. Los Vernons vivieron en el castillo de Appleby hasta 1990 y realizaron considerables mejoras.
El castillo de Appleby es ahora la residencia privada de la familia Nightingale. Partes del castillo fueron abiertas al público en septiembre de 2013 para pequeños tours privados. En la actualidad el castillo forma parte del circuito turístico denominado Lady Anne's Way.

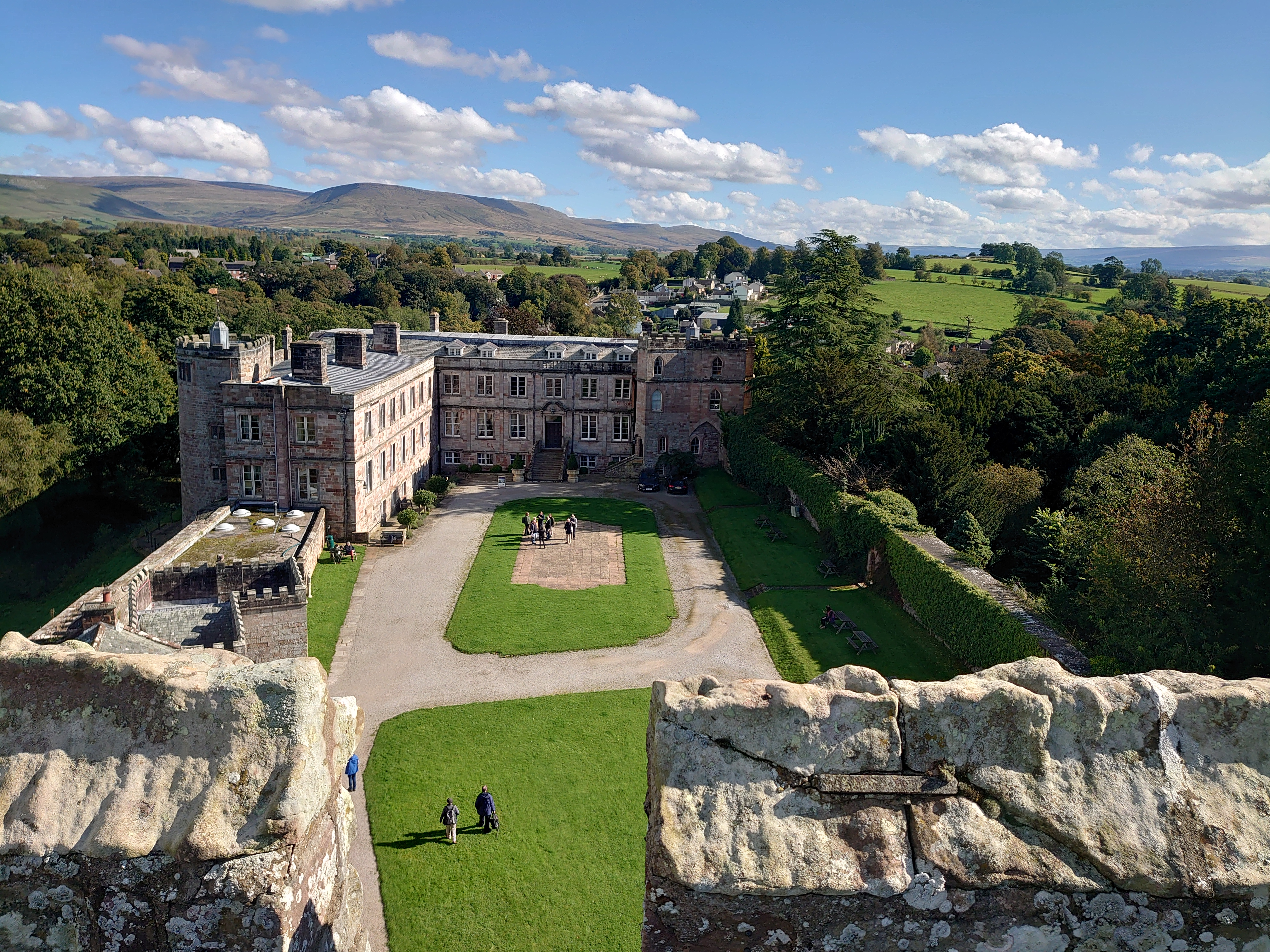
Castillo de Appleby en el 2024

## Estructura
La Torre de César está construida en piedra gris y sillar. Tiene aproximadamente 80 pies (24 m) de altura y consta de cuatro pisos. La casa principal se encuentra en dos alas que están perpendiculares entre sí. Una torre redonda semicircular sobresale de la pared norte del ala norte y una gran torre cuadrada está en el extremo sur del ala este. 

## Otras características
Rango este del Castillo de Appleby en 2002
La puerta de acceso al patio del castillo y dos casas adyacentes están catalogadas como Grado I. La puerta es de piedra gris y almenada, probablemente de la época del siglo XVII. En los terrenos del castillo se encuentra la Casa de Abejas de Lady Anne, construida por Lady Anne Clifford a mediados del siglo XVII. Es un edificio cuadrado de piedra de dos pisos con un techo piramidal y una puerta en el nivel inferior. El nivel superior tiene una ventana en arco apuntado en cada uno de sus tres lados y una puerta en el cuarto lado. También está catalogada como Grado I. 
Dos tramos de los muros exteriores de arenisca del castillo, en su mayoría de los siglos XVIII y XIX, están catalogados como Grado II, al igual que la almenada Casa Norte que data del siglo XIX. Los terrenos alrededor del castillo están catalogados como Grado II. 